# Hohberg
Hohberg ist eine Gemeinde im Ortenaukreis in Baden-Württemberg. Mit der Stadt Offenburg hat die Gemeinde eine Verwaltungsgemeinschaft vereinbart.

## Geographie
Hohberg liegt am Westhang des Schwarzwalds am Rand der Oberrheinischen Tiefebene etwa 8 km südlich von Offenburg. Die Ortsteile Hofweier und Niederschopfheim liegen in der Vorgebirgszone der Oberrheinischen Tiefebene. Der Ortsteil Diersburg liegt zwischen den ersten Bergen des Schwarzwalds.

### Gemeindegliederung
Zur Gemeinde Hohberg gehören folgende Ortsteile (ehemalige Gemeinden mit ihren Ortsteilen):
- Diersburg mit den Zinken Beim Schloss, Burggraben, Molkensumpf und Ruhbühl und den Höfen Meierhof, Schucken- und Fegerhof
- Hofweier mit dem Gehöft Marienhof und dem Wohnplatz Schwatterloch
- Niederschopfheim mit dem Gehöft Hexenmühle (Deckersche Mühle)

### Nachbargemeinden
Die Gemeinde grenzt im Norden und Nordosten an die Kreisstadt Offenburg beziehungsweise die Stadtteile Elgersweier und Zunsweier, im Osten an Berghaupten, im Süden an Oberschopfheim und Friesenheim und im Westen an Höfen, Schutterwald und Ichenheim, Neuried.

## Geschichte

### Diersburg
Die Burg Diersburg wurde als „Stein zu Tiersperg“ 1197 erstmals urkundlich erwähnt. Das Dorf wurde 1257 als „Tiersperg“ erstmals in einer Straßburger Urkunde erwähnt.
Es gehörte damals der Dynastie der Ritter von Geroldseck. 1279 erwarben die Ritter von Schwarzenberg den Ort und die Burg. Im 14. Jahrhundert ging Diersburg an die Markgrafschaft Baden, so dass es zu den älteren badischen Besitztümern gehört.
Das abgegangene Wasserschloss Diersburg wurde 1393 erstmals erwähnt und nach 1488 zerstört.
1455 kam Diersburg mit dem „Stein zu Diersburg“ an das altortenauische Adelsgeschlecht der Roeder. Diese Linie nennt sich seitdem Roeder von Diersburg und bewirtschaftet bis heute das Wein- und Forstgut Philippshof in Diersburg.
In Diersburg gibt es ein „Goethehaus“, obgleich Goethe nie in Diersburg war. Friederike Brion, Goethes Sessenheimer Jugendliebe, hielt sich für einige Monate in der Familie von Pfarrer Marx auf. Marx war mit ihrer Schwester Salome verheiratet und betreute einige Jahre die Diersburger Pfarre, bevor er nach Meißenheim versetzt wurde.
Am 2. August 2022 wurde Diersburg von einem verheerenden Großbrand heimgesucht, hierbei wurden 6 Häuser zerstört. Der Brand fand in dem historischen Ortskern statt.

### Hofweier
Bereits 1101 wird Hofweier in einer Urkunde des Klosters Alpirsbach genannt. Der Ort unterstand den Zähringern, die auch Grafen der Ortenau waren. Als diese 1218 ausstarben, fiel Hofweier an die Ritter von Geroldseck und 1423 an die Hummel von Stauffenberg (Wasserschloss Hofweier (Obere Burg), Wasserschloss Binzburg). Ab 1530 unterstand der Ort vollständig den Rittern von Bach, die den Badener Markgrafen untertänig waren.

### Niederschopfheim
Von den drei heute in der Gemeinde Hohberg vereinten Dörfern ist Niederschopfheim das am frühesten erwähnte – 777 als Scofhaim im Testament Fulrads, des Abtes der Abtei Saint-Denis. Allerdings hat Scofhaim das heutige Oberschopfheim mitgemeint; Niderenschopfheim ist erst 1289 bezeugt, als sich die beiden Dörfer getrennt hatten. Die Widonen hatten Fulrad Besitz in Scofhaim geschenkt. Neben Saint-Denis und dem Kloster Honau hatten die Klöster Ettenheimmünster und Hohenburg früh in Niederschopfheim Besitz. Im 12. und 13. Jahrhundert erlangten die Bischöfe von Straßburg die Ortsherrschaft, die sie verschiedenen Rittergeschlechtern zu Lehen vergaben. Von 1479 bis 1538 waren es die Ritter von Bach. Georg von Bach († 1538), mit dem das Geschlecht ausstarb und dessen steinernes Grabmal von der Hand Christophs von Urach außen an der Heilig-Kreuz-Kirche in Offenburg steht, hielt Niederschopfheim in der Reformationszeit beim römisch-katholischen Bekenntnis. Es folgten andere Adelsfamilien, die gleichen wie in Hofweier; doch waren diese in Hofweier Grundeigentümer, in Niederschopfheim Straßburger Lehnsträger. Die letzten waren die Herren von Frankenstein. 
Siehe auch Burg Niederschopfheim bzw. St. Brigitta (Niederschopfheim). 

### Gemeinde Hohberg
Die Gemeinde Hohberg wurde am 1. Januar 1973 im Zuge der Gemeindereform aus den ehemals selbstständigen Gemeinden Diersburg, Hofweier und Niederschopfheim gebildet. Bereits am 3. Mai 1972 wurde die Gemeinde Hofweier in Hohberg umbenannt. Der Sitz der Gemeindeverwaltung befindet sich in Hofweier. Die Gemeinde ist eine Einheitsgemeinde ohne Ortschaftsverfassung. Der Gemeindename Hohberg wurde nach dem Namen einer kleinen Erhebung zwischen den drei Ortsteilen gewählt. Sie befindet sich ungefähr im Mittelpunkt der Gemeinde und ist von allen drei Ortsteilen aus zu sehen.
Am 19. Juni 1974 unterschrieb die Gemeinde einen Vertrag über die Gründung einer Verwaltungsgemeinschaft mit Offenburg, Durbach und Ortenberg.

## Demographie
Einwohnerzahlen nach dem jeweiligen Gebietsstand.
| Jahr | Hohberg | Diersburg | Hofweier | Niederschopfheim |
| ---- | ------- | --------- | -------- | ---------------- |
| 1814 | 2.184   | 837       | 998      | 1.103            |
| 1834 | 3.574   | 1.128     | 1.116    | 1.330            |
| 1864 | 3.591   | 1.113     | 1.208    | 1.270            |
| 1913 | 4.012   | 1.057     | 1.484    | 1.471            |
| 1939 | 4.487   | 1.058     | 1.820    | 1.609            |
| 1961 | 5.878   | 1.254     | 2.437    | 2.187            |
| 1970 | 6.702   | 1.447     | 2.768    | 2.487            |
| 2011 | 7.892   |           |          |                  |
| 2022 | 8.331   |           |          |                  |
| 2024 | 8.465   | 1.642     | 3.631    | 3.192            |

## Politik

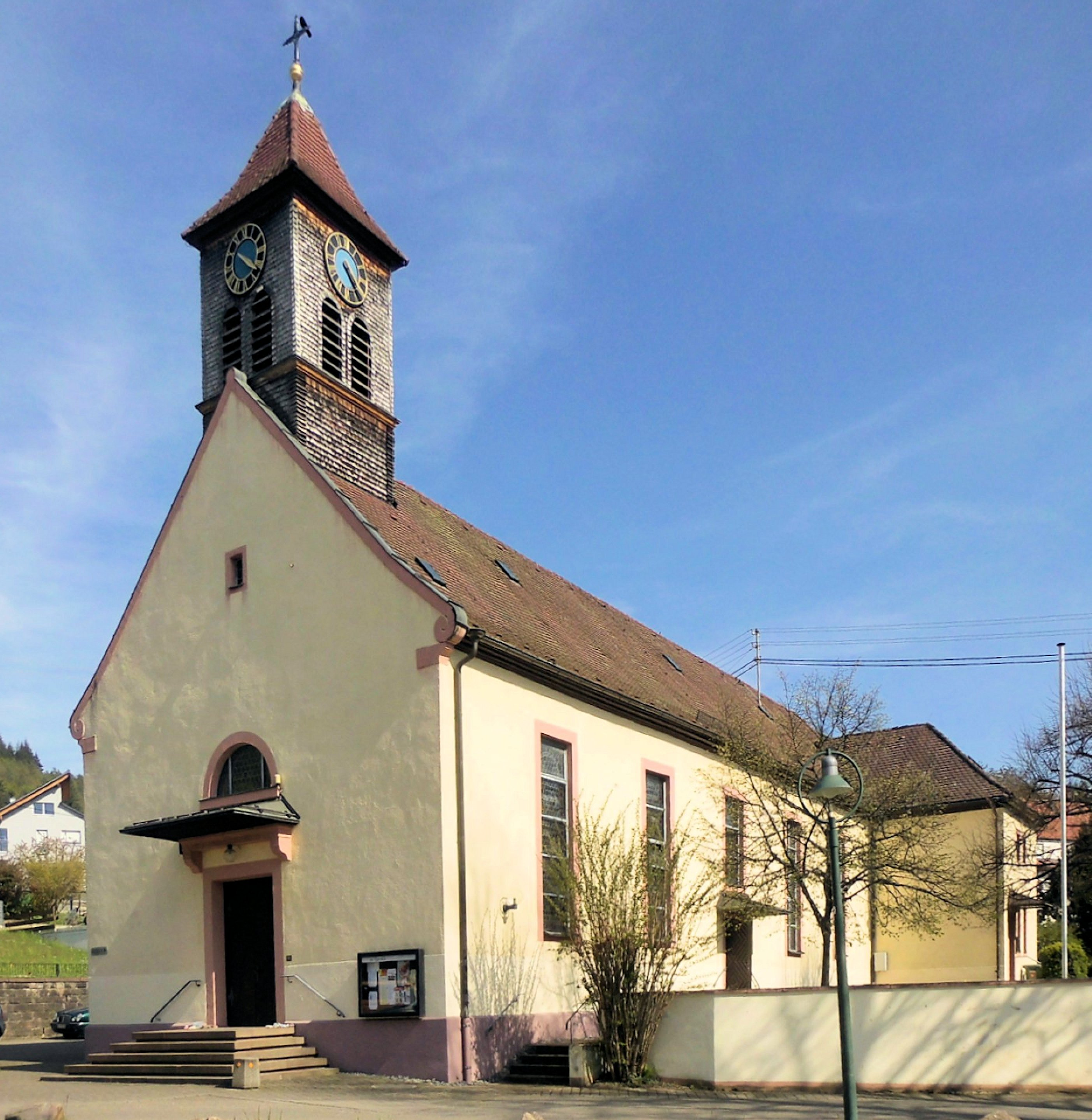
Kirche St. Carolus Diersburg

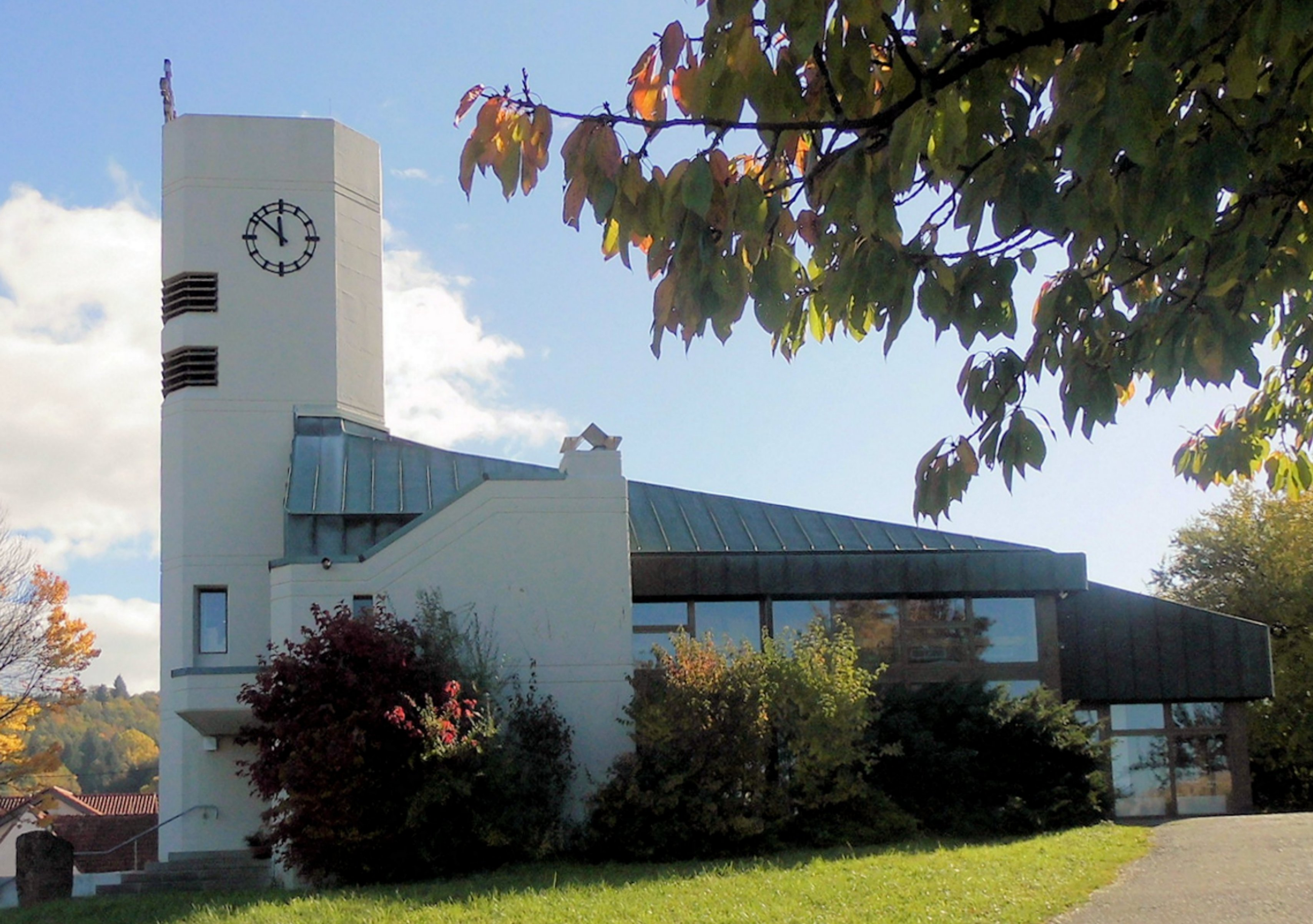
Kirche Des Guten Hirten Diersburg

### Gemeinderat
Die Gemeinderatswahl am 9. Juni 2024 brachte folgendes Ergebnis:
|                                    | 2024              | 2019              | 2014             |
| ---------------------------------- | ----------------- | ----------------- | ---------------- |
| Freie Wähler                       | 37,13 % / 7 Sitze | 44,2 % / 10 Sitze | 36,2 % / 8 Sitze |
| CDU                                | 36,17 % / 6 Sitze | 35,2 % / 8 Sitze  | 38,2 % / 8 Sitze |
| SPD                                | 12,65 % / 2 Sitze | 20,6 % / 6 Sitze  | 22,9 % / 6 Sitze |
| Grüne                              | 11,06 % / 2 Sitze | n. a.*            | n. a.            |
| Freie Liste „Lebendige Demokratie“ | 2,99 % / 1 Sitz   | n. a.             | n. a.            |

* nicht angetreten

### Bürgermeister
- 1973–1981 Michael Bayer, Ehrenbürgerschaft 1981 erhalten
- 1981–1997 Hermann Löffler, Ehrenbürgerschaft 1997 erhalten
- 1997–2021 Klaus Jehle, Ehrenbürgerschaft 2021 erhalten
- seit 2021 Andreas Heck (CDU)

### Wappen
Blasonierung: „In Grün eine goldene, gestürzte Triquetra.“
Wappenerklärung: Das Motiv entstammt einem Kapitell einer in Niederschopfheim gefundenen Säule und symbolisiert zugleich die drei Ortsteile.

### Partnerschaften
Hohberg unterhält mit den drei elsässischen Gemeinden Duppigheim, Eschau und Goxwiller Partnerschaften.

## Kultur und Sehenswürdigkeiten

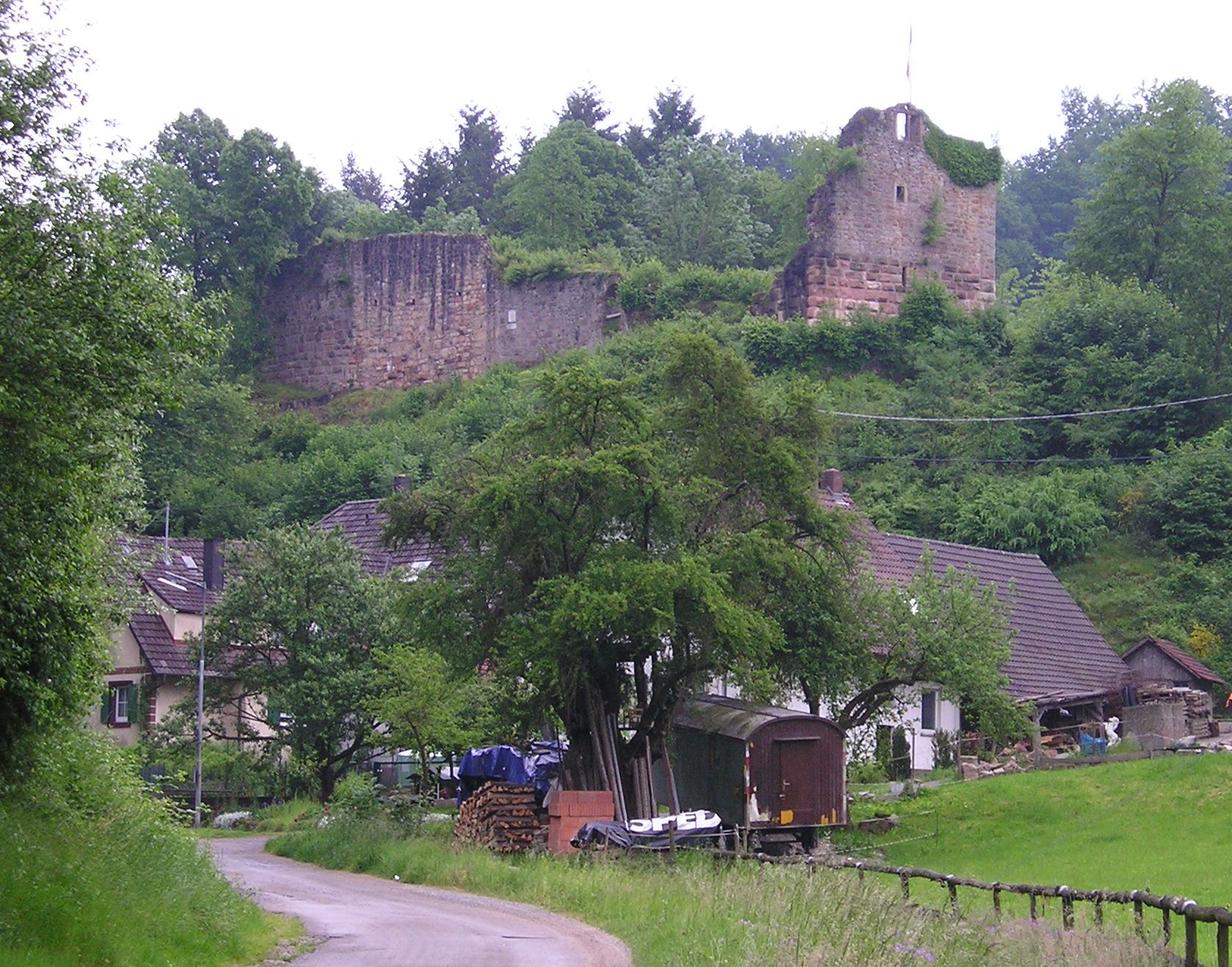
Ruine Diersburg

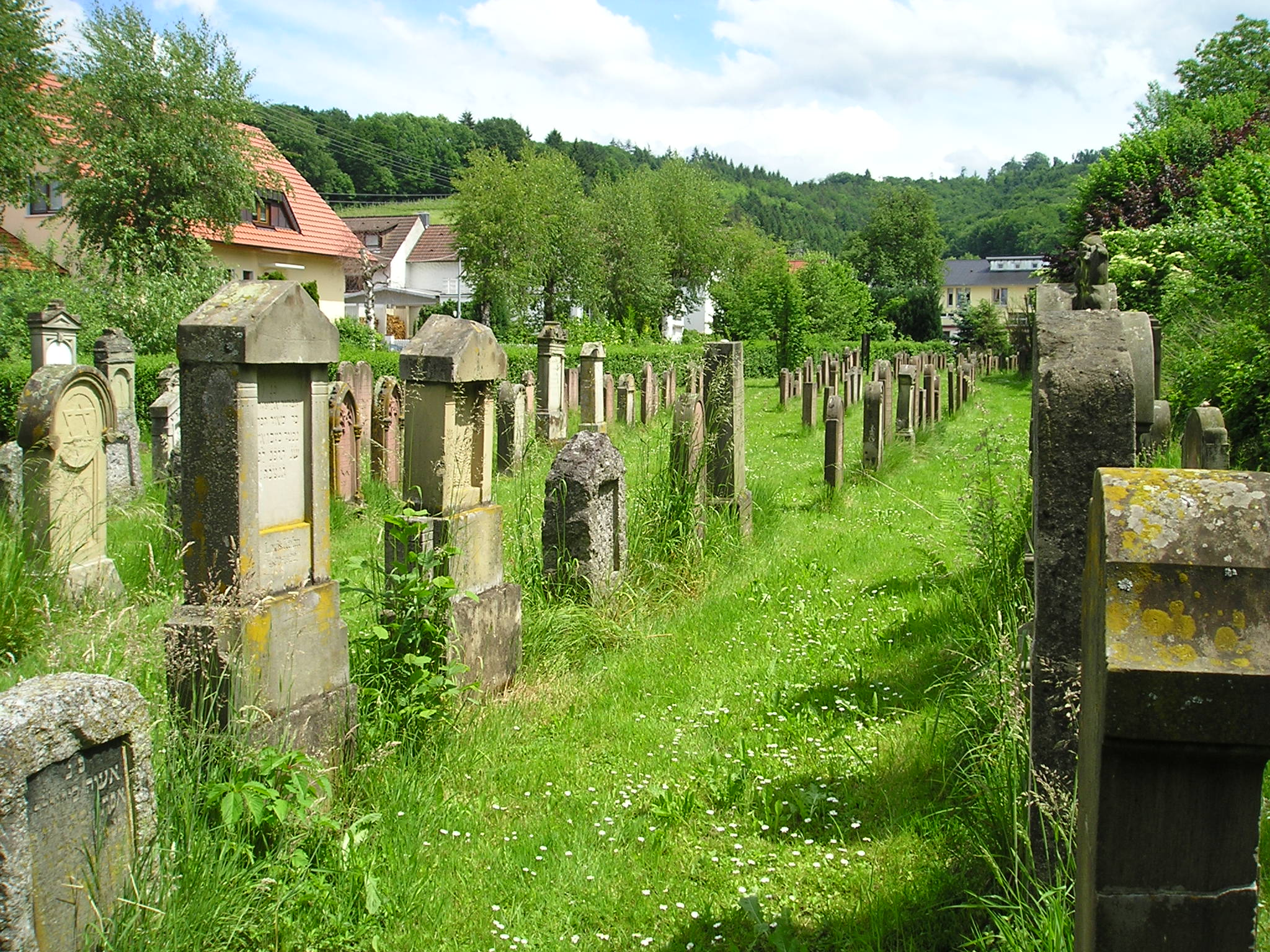
Jüdischer Friedhof in Diersburg

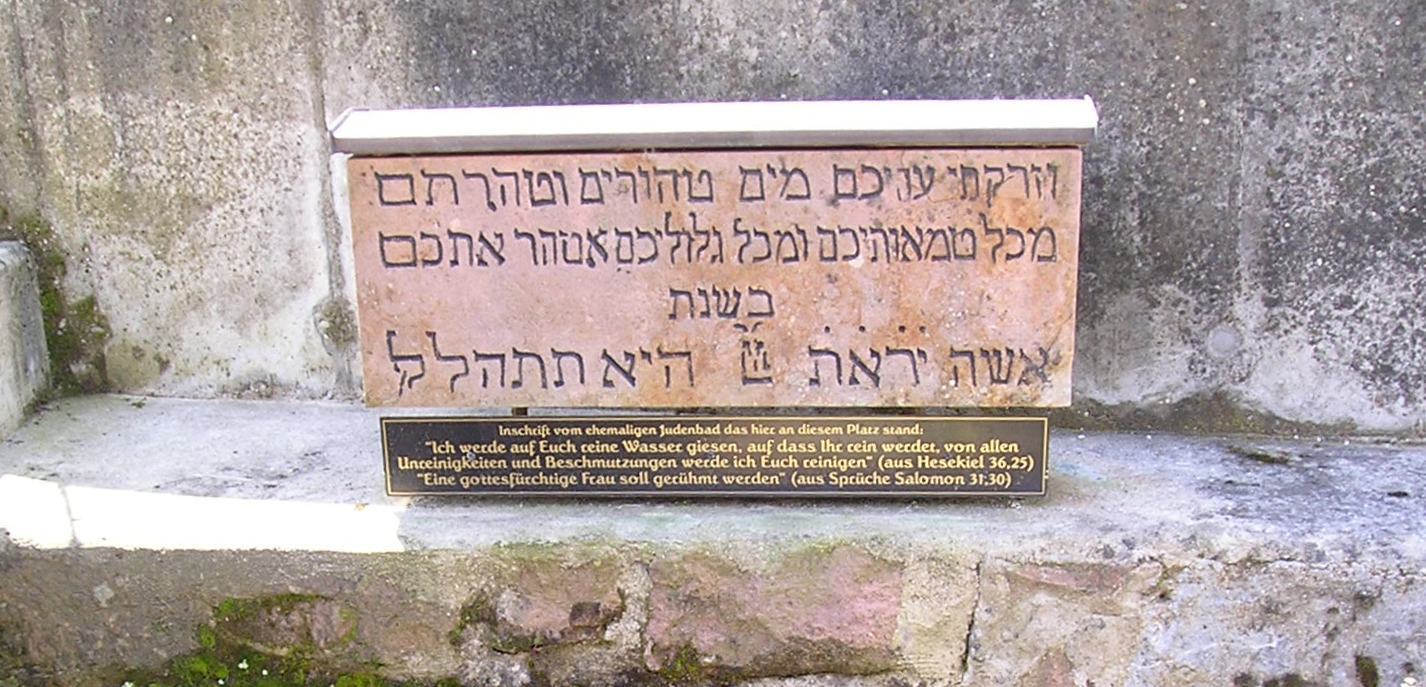
Inschriftenstein am ehemaligen Judenbad

### Museen
In einer ehemaligen Zigarrenfabrik in Niederschopfheim ist das Hohberger Heimatmuseum untergebracht. In Diersburg gibt es das Hohberger Bienenmuseum, das die Geschichte der Imkerei darstellt. Mit der Geschichte des Weinbaus und den Freiherren Roeder von Diersburg befasst sich das Museum im Weingut Roeder von Diersburg.

### Gebäude
In Diersburg hat sich die Ruine Diersburg, eine im 12. oder 13. Jahrhundert erbaute Burg, ursprünglich einer Seitenlinie der Herren von Geroldseck (Tiersberger) gehörend, erhalten. Seit dem 14. Jahrhundert gehört die Burg dem Geschlecht der Roeder von Diersburg, das noch heute im Ort ansässig ist.

### Religionen
An den Ortsteilen Hofweier und Niederschopfheim ging die Reformation vorbei, so dass sie weiterhin römisch-katholisch geprägt sind. Die einstmals eigenständigen Pfarrgemeinden Diersburg (St. Karl Borromäus), Hofweier (St. Gallus) und Niederschopfheim (St. Brigitta) sind mittlerweile mit den Nachbargemeinden Neuried und Schutterwald zu einer Seelsorgeeinheit zusammengefasst.
Die evangelische Gemeinde „Des guten Hirten“ in Diersburg ist außer für Hohberg auch für Oberschopfheim und Zunsweier zuständig.
Seit 1738 gab es eine jüdische Gemeinde und seit 1773 einen jüdischen Friedhof im heutigen Ortsteil Diersburg. Ende des 19. Jahrhunderts hatte sie 190 Mitglieder. Die Synagoge wurde am 9. November 1938 geschändet und die Gemeinde im Oktober 1940 durch die Deportation der letzten jüdischen Bürger ausgelöscht.

### Sonstiges
In Diersburg existiert noch der Friedhof der ehemaligen jüdischen Gemeinde. Weiter erinnern an den jeweiligen Standorten im Ort ein hebräischer Inschriftenstein an die ehemalige Synagoge sowie an das ehemalige Judenbad.
Auf Niederschopfheimer Gemarkung (ostwärts der Bundesautobahn A5) finden sich die Reste einer römischen Straßenstation.
Der ebenfalls auf Niederschopfheimer Gemarkung liegende Baggersee erfreut sich überregionaler Beliebtheit. Bei der letzten Messung der Wasserqualität im Jahr 2014 durch offizielle Stellen der Europäischen Union hat der See die Note „ausgezeichnet“ erhalten.

### Sport
Bundesweit bekannt wurde Hohberg durch den Handballverein TuS Hofweier, der von 1974 bis 1989 ununterbrochen der Handball-Bundesliga angehörte.
Aktuell erfreut sich das erstmals 1961 und seither jährlich vom Radsportverein Hofweier ausgerichtete Rennen „Rund um den Kirchberg“ überregionaler Beliebtheit. Auch das seit 1975 jährlich vom Sportverein Niederschopfheim ausgerichtete „Hoberger Hallenmaster“ ist ein fester Bestandteil im Kalender der Sportereignisse in der Ortenau und darüber hinaus.
Sowohl die ehemalige Box-Weltmeisterin Lucia Morelli als auch die ehemalige Speerwurf-Weltmeisterin Christina Obergföll leben in der Gemeinde.

### Vereine
| Diersburg                                                                            | Hofweier | Niederschopfheim |
| ------------------------------------------------------------------------------------ | --- | --- |
| Hilfsorganisationen                                                                  | | |
| Förderverein für die Feuerwehr Hohberg                                               | | |
| Freiwillige Feuerwehr Abt. Diersburg                                                 | Freiwillige Feuerwehr Abt. West                                                                                               | Freiwillige Feuerwehr Abt. West |
|                                                                                      | Malteser Hilfsdienst | |
| Sport                                                                                | | |
| Sportschützengemeinschaft Hohberg Tennisclub Hohberg Tischtennissportfreunde         | | |
| TV Diersburg SV Diersburg Tennisclub Diersburg                                       | TV Hofweier Handballverein Grün-Weiß Hofweier Tennisclub Grün-Weiß Hofweier Radsportverein Hofweier Angelsportverein Hofweier | TV Niederschopfheim Sportverein Niederschopfheim e. V. Tennisclub Niederschopfheim Rad-Motorsportverein Niederschopfheim Sportfischerverein Surfclub          |
| Kultur und Brauchtum                                                                 | | |
| Chorgemeinschaft Hohberg Historischer Verein Hohberg hohberger.bühnen Volkstanzkreis | | |
| Musikverein Diersburg Posaunenchor Diersburg Singkreis Diersburg                     | Musikverein Hofweier Bläserjugend Hofweier Harmonika-Freunde Hofweier Gesangverein „Frohsinn“ Hofweier                        | Musikverein Niederschopfheim Sängerbund Liederkranz Niederschopfheim                                                                                          |
| Schräckslizunft Diersburg                                                            | Beiabsäger Hofier Schelle Hexe Hofier Guggemusik Gletscherfleh Hofier                                                         | Späudizunft mit Hexengruppe und Fanfarenzug Guggenmusik Schorli-Waggis                                                                                        |
| Imkerverein Schlepperfreunde Diersburg                                               | Handwerker- und Gewerbeverein Hofweier Heimatverein Hofweier                                                                  | Interessengemeinschaft der Niederschopfheimer Vereine Handwerkerverein Niederschopfheim Freunde alter Landtechnik Verein ehemaliger Soldaten Niederschopfheim |

#### Weitere Vereine
- Betreutes Wohnen Generationennetzwerk Hohberg e. V.
- Ortsgruppe des BUND
- Verschiedene katholische und evangelische Gemeinschaften u. a.
  - Katholische Frauengemeinschaft Diersburg
  - Landfrauen
  - Ministranten
- Förderverein „Afridunga“
- Miteinander wachsen / Haus Helma
- Freundeskreis der Straßenhunde in Campulung
- CVJM Marienhof
- Da Heimburger
- VDK mit Ortsverbänden in Hofweier, Diersburg und Niederschopfheim[10]

Siehe auch: Vereine in Hofweier, Vereine in Niederschopfheim und Vereine in Diersburg

## Wirtschaft und Infrastruktur

### Verkehr
Hohberg ist durch die Bundesstraße 3 (Buxtehude–Weil am Rhein) an das überregionale Straßennetz angebunden.
Der Bahnhof Niederschopfheim an der Bahnstrecke Mannheim–Basel trägt gemäß Richtlinie 100 der DB Netz AG die Kurzbezeichnung „RNS“. Die beiden Nebengleise sind ca. 800 m lang und bieten so eine der wenigen Ausweich-/Überholmöglichkeiten zwischen Offenbung und Freiburg. Aktuell findet kein Personenverkehr statt. Das alte Bahnhofsgebäude wurde 1994 abgetragen und die Baustoffe recycelt.
Durch eine Alltagsroute aus dem Radnetz Baden-Württemberg sind Niederschopfheim und Hofweier über Oberschopfheim und Friesenheim mit Lahr und in der anderen Richtung mit Offenburg verbunden.
Bei Diersburg verläuft als Landes-Radfernweg der Badische Weinradweg. Er führt von Grenzach-Wyhlen am Hochrhein nach Laudenbach im Norden Baden-Württembergs, dabei werden sieben der neun badischen Weinanbaugebiete untereinander verbunden. Die Route verläuft von Oberschopfheim kommend an Diersburg vorbei und weiter über Zunsweier nach Gengenbach.

### Bildung
Im Ortsteil Hofweier gibt es eine Gemeinschaftsschule, in den Ortsteilen Niederschopfheim und Diersburg befindet sich jeweils eine Grundschule. Alle weiterführenden Schulen stehen in Lahr und Offenburg zur Verfügung. Für die Jüngsten gibt es vier römisch-katholische Kindertagesstätten und einen ökumenischen Kindergarten, der von beiden Konfessionen getragen wird.
Die Volkshochschule Offenburg unterhält eine Außenstelle in Hohberg.

### Medien
Die Gemeinde war Drehort für mehrere Fernsehserien und Kinofilme:
- Die Kirche bleibt im Dorf
- Täterätää! Die Kirche bleibt im Dorf 2[13]
- Die Nonne und der Kommissar[14]

## Persönlichkeiten
- Eduard Riehm (1830–1888), evangelischer Theologe
- Isaak Blum (1833–1903), Pädagoge und Naturwissenschaftler
- Hermann Ehrhardt (1881–1971), deutscher Marineoffizier und Freikorpsführer